# بول دالي
بول أنتوني دالي (بالإنجليزية: Paul Anthony Daley؛ مواليد 21 فبراير 1983) هو مُقاتل فنون قتالية مختلطة بريطاني سابق.

## وصلات خارجية
- بول دالي على موقع يو إف سي (الإنجليزية)
- بول دالي على موقع بيلاتور (الإنجليزية)
- بول دالي على موقع شيردوغ (الإنجليزية)
- بول دالي على موقع Tapology.com (الإنجليزية)
- بول دالي على موقع IMDb (الإنجليزية)
- بول دالي على موقع قاعدة بيانات الفيلم (الإنجليزية)